# Kral Pop TV
Kral Pop TV е музикален телевизионен канал в Турция, собственост на Doğuş Yayın Grubu. Стартира на 10 октомври 2011 г. и е създаден на старата честота на Kral TV. Излъчва само музикални видеоклипове в стил турски поп и рок. На 28 април 2014 г. каналът, заедно със дъщерният си канал Kral TV променят логото си, а от 1 май 2018 г. започват да излъчват във HD формат. От 1 февруари 2019 г. двата канала спират излъчване чрез сателит и излъчват само по интернет.